# Erlebnis-Bücherei
Die Erlebnis-Bücherei war eine deutsche Heftromanserie, die von 1940 bis 1944 in 105 Ausgaben zusammen mit der Kriegsbücherei der deutschen Jugend und der Kolonial-Bücherei in den der NSDAP gehörenden Steiniger Verlagen in Berlin erschien. Im Gegensatz zu diesen Reihen wurde sie nicht von der Wehrmacht unterstützt, diente aber ebenfalls der Wehrpropaganda. Wie diese erschien sie im Mittelformat und umfasste 32 Seiten. Die Hefte besaßen farbige Titelbilder und im Innern Schwarz-Weiß-Zeichnungen. Der Preis betrug 20 Pfennig.

## Themenkreise und Autoren
Die Reihe war thematisch breit gespannt. Nach Galle sind gut 30 % der Hefte wissenschaftlichen Themen zuzuordnen, meist in Form von Expeditionsberichten z. B. von Vasco da Gama (Karavellen segeln nach Indien), Alfred Wegener (Wegener aus Station Eismitte) oder Sven Hedin (Mit Sven Hedin durch die Gobi).
Weitere gut 30 % behandeln historische Ereignisse wie z. B. die spanische Eroberung Lateinamerikas (In der Tempelstadt der Mayas, Hauptmann Federmann kämpft in Venezuela, Landsknecht des Kaisers am La Plata), den Burenkrieg (Kundschafter für Ohm Krüger), den Boxeraufstand (Die schwarzen Tage von Peking, "Iltis" bezwingt die Taku-Forts) oder Aufstände in den deutschen oder britischen Kolonien (Drei Leutnants von Francois, Aufruhr in Indien).
Einige Bände behandeln auch Themen der Deutschen Marinegeschichte, z. B. Der Admiral der Hanse über Berend Jacobsen Karpfanger, Das erste U-Boot der Welt über Wilhelm Bauer oder Paul Beneke (Der Schiffshauptmann von Danzig).
Gut 40 % der Hefte sind reine Abenteuergeschichten z. B. aus dem Bereich der Piraterie (Unter Flusspiraten am Jang-Tse, Piratenfang im Atlantik). Sie sind praktisch ausschließlich auf außereuropäischen Schauplätzen angesiedelt.
Die Autoren wie Gino von Moellwitz, Kurt Riedel, Oskar H. Breucker (hier unter dem Pseudonym Ralph Garby), Paul O. Erttmann oder Heinz Oskar Wuttig waren Routiniers des Abenteuergenres und schrieben ebenfalls für die Kolonial-Bücherei.

## Werbung für die Kriegsmarine
In Heft 19 von Fritz Carl Roegels "Iltis" bezwingt die Taku-Forts befindet sich nach Seite 32 eine Werbeanzeige der Kriegsmarine, in der auf eine geplante Tätigkeit der Kriegsmarine in zukünftigen Kolonien hingewiesen wird:
Der Großdeutsche Freiheitskampf wird unserem Volke den berechtigten Anspruch auf überseeischen Kolonialbesitz für alle Zeiten sichern. Nach der siegreichen Beendigung dieses Ringens werden der deutschen Kriegsmarine weltweite und verantwortungsvolle Aufgaben bei der Errichtung und Sicherung des neuen deutschen Kolonialreiches erwachsen. Deutsche Männer aus allen Gauen des Reiches werden auf stolzen Kriegsschiffen wieder die Weltmeere befahren und unserem Volke die Geltung in der Welt verschaffen, die ihm gebührt. Willst du, deutscher Junge, teilhaben an dieser schönen Aufgabe, willst du deinen Blick weiten und die Schönheiten fremder Länder und Erdteile mit eigenen Augen kennenlernen, so komm’ zur Kriegsmarine. Meldungen nehmen entgegen: Für Offiziersanwärter die Inspektion des Bildungswesens der Marine (Einstellungsabteilung Kiel) und für die Mannschaftslaufbahnen das für den Wohnsitz des Bewerbers zuständige Wehrbezirkskommando.

## Rezeption
Obwohl die Serie vermutlich eine weite Verbreitung, nach 1945 auch antiquarisch, gefunden hat, fehlen bis heute wissenschaftliche Analysen zur Rezeption.

## Erschienene Hefte
| 1   | Friedrich Elarth      | Filchner reitet durch Asien                                                                               |
| 2   | Franz F. Oberhauser   | Das Gespensterschiff von Magellan                                                                         |
| 3   | Wolfgang Hofmann      | Kundschafter für Ohm Krüger                                                                               |
| 4   | Hans H. Lund          | Der Flussteufel vom Rio Macaco                                                                            |
| 5   | Wolfgang Hofmann      | Deutsche stürmen Gibraltar                                                                                |
| 6   | Heinz Volcker         | Das Sonnentor am Titicacasee                                                                              |
| 7   | Franz F. Oberhauser   | Wegener aus Station Eismitte                                                                              |
| 8   | Konrad Prack          | Schwarze Fracht für Honolulu                                                                              |
| 9   | Victor Helling        | Golga-ton-lok                                                                                             |
| 10  | Walther Schreiber     | Mit Sven Hedin durch die Gobi                                                                             |
| 11  | Brigitte Gerland      | In der grünen Hölle Brasiliens                                                                            |
| 12  | Otfrid von Hanstein   | Hauptmann Federmann kämpft in Venezuela                                                                   |
| 13  | Walther Schreiber     | Wir bezwingen die Matterhorn-Westwand                                                                     |
| 14  | Victor Helling        | Gold in Alaska                                                                                            |
| 15  | Friedrich Elarth      | Dragonerpatrouille Graf Zeppelin                                                                          |
| 16  | Eduard v. Christophe  | Die Revolte der Rikschakulis                                                                              |
| 17  | Joh. B. Ring          | Schüsse auf den Grenz-Expreß                                                                              |
| 18  | Hermann Lund          | Die Rache des Scheichs Abd el Kadr                                                                        |
| 19  | Fritz C. Roegels      | "Iltis" bezwingt die Taku-Forts. Tatsachenbericht über den Einsatz des deutschen Kanonenboots in Ostasien |
| 20  | Hans P. Larsen        | Aufruhr in Indien                                                                                         |
| 21  | Wilhelm Kreuz         | Mit Schill in die Freiheit                                                                                |
| 22  | J. B. Carolus         | In der Tempelstadt der Mayas                                                                              |
| 23  | Otfrid v. Hanstein    | Die schwarzen Tage von Peking                                                                             |
| 24  | Walther Schreiber     | Mit der Kamera unter Kopfjägern                                                                           |
| 25  | Gerhard C. Cheret     | Ölturm 13 brennt                                                                                          |
| 26  | Heinrich Koch         | Das Blockhaus am Columbia-River                                                                           |
| 27  | Hans Michael          | Der Götze von Maranga                                                                                     |
| 28  | Wilhelm Kreuz         | Auf Krakenfang vor Neapel                                                                                 |
| 29  | Paul O. Erttmann      | Unter Blasrohr-Indianern                                                                                  |
| 30  | Gerhard C. Cheret     | Das Wrack am Korallenriff                                                                                 |
| 31  | Hugo v. Streithagen   | Auf Jaguare am Amazonas                                                                                   |
| 32  | Friedrich Keim        | Australischen Häschern entronnen. Mit einem Perlenfischkutter durch die Südsee                            |
| 33  | Friedrich Keim        | Sturmnacht am Kap Horn                                                                                    |
| 34  | Karl G. Henze         | Hauptmann Köhl fliegt nach Amerika                                                                        |
| 35  | Victor Helling        | Unter Flusspiraten am Jang-Tse                                                                            |
| 36  | Victor Helling        | Im Fiebersumpf der Orchideen                                                                              |
| 37  | Eduard K. Christophe  | Landsknecht des Kaisers am La Plata                                                                       |
| 38  | Ernst H. Pichnow      | Die Brücke über den Djambi                                                                                |
| 39  | J. B. Ring            | Im Gluthauch der Sahara                                                                                   |
| 40  | Karl G. Henze         | Deutsche Flieger über Suez                                                                                |
| 41  | Rolf Rodenberg        | Verrat auf Madagaskar                                                                                     |
| 42  | Wilhelm Kreuz         | Mein Leben für Prinz Eugen                                                                                |
| 43  | Heinrich Koch         | Als Schiffsjunge nach Puenta Arenas                                                                       |
| 44  | Hans Michael          | Die Insel der Vergeltung                                                                                  |
| 45  | Kurt Riedel           | Auf Jagd im australischen Busch                                                                           |
| 46  | Hans Lehr             | Die Todesfahrt der "Wilhelmina"                                                                           |
| 47  | Eduard K. Christophe  | Gefesselt nach Arirab                                                                                     |
| 48  | Friedrich Elarth      | Eine Nacht bei tibetanischen Mönchen                                                                      |
| 49  | F. W. Beielstein      | Öl für Deutschland                                                                                        |
| 50  | Hans H. Lund          | Karavellen segeln nach Indien                                                                             |
| 51  | A. Marquardt          | Unter Wölfen in arktischer Nacht                                                                          |
| 52  | Hans A. Grote         | Drei Leutnants von Francois                                                                               |
| 53  | Hans F. Blunck        | Trauer um Jacob Leisler                                                                                   |
| 54  | Heinz O. Wuttig       | Das erste U-Boot der Welt                                                                                 |
| 55  | Eugen v. Saß          | Klaus Störtebecker, der Gleichebeuter                                                                     |
| 56  | Victor Helling        | Als erster durch Australien                                                                               |
| 57  | Wilhelm Kreuz         | Am Gipfel des Nanga Parbat                                                                                |
| 58  | Heinz O. Wuttig       | Sturmflieger                                                                                              |
| 59  | Heinz Walther         | Dynamitschiff in der Donau                                                                                |
| 60  | Julius Moshage        | Am Wasserfall des Tji Pamuha                                                                              |
| 61  | Hans E. Dettmann      | Die mongolische Räuberburg                                                                                |
| 62  | Kurt Riedel           | Begegnung mit den Maoris                                                                                  |
| 63  | Hans Lehr             | Meuterei auf der "Flamingo"                                                                               |
| 64  | Hans Lehr             | Der schwarze Leopard                                                                                      |
| 65  | Paul O. Erttmann      | Unter Gummizapfern am Amazonas                                                                            |
| 66  | Gerda Berger          | Der Gefangene auf Schloß Löwenstein                                                                       |
| 67  | Hermann Freyberg      | Drei Kreuze in Sibirien                                                                                   |
| 68  | Hans Lehr             | Der Wildwest-Kapitän                                                                                      |
| 69  | Ralph Garby           | Piratenfang im Atlantik                                                                                   |
| 70  | Hermann Freyberg      | Kulis aus Ping-Hu                                                                                         |
| 71  | Ulf Uwesohn           | Wir bauen die Bagdadbahn                                                                                  |
| 72  | E. W. A. Reinhart     | Unter arabischen Freiheitskämpfern                                                                        |
| 73  | Heinrich R. v. Düsel  | Im Lager von Sidi Bishr                                                                                   |
| 74  | Eva M. Schillings     | Im Packeis des Nordmeeres                                                                                 |
| 75  | Wilhelm Die           | Von Kunersdorf bis Torgau                                                                                 |
| 76  | Hubert Doerrschuck    | Der Kreuzwirt aus Kürzell                                                                                 |
| 77  | Max Goertz            | Arndt kämpft um die deutsche Freiheit                                                                     |
| 78  | Wilhelm Kreuz         | Aus Sümpfen entsteht eine neue Welt                                                                       |
| 79  | Hans E. Dettmann      | Heiße Tage am Rio Sapucahy                                                                                |
| 80  | Hans Lehr             | Der Admiral der Hanse                                                                                     |
| 81  | Eugen v. Saß          | Sturm auf Riga. Aus den Kämpfen der Baltischen Landeswehr gegen die Bolschewisten 1918-1920               |
| 82  | Werner Treydte        | Kampf um Bet esch Schäms                                                                                  |
| 83  | Karlheinz Holzhausen  | Fähnlein "Zackig"                                                                                         |
| 84  | Johs. Sigleur         | Geheimnisse der Retorte                                                                                   |
| 85  | Johs. Sigleur         | Teufelsspuk am Galgenberg                                                                                 |
| 86  | Karlheinz Wiegboldt   | Der Tod vor New York                                                                                      |
| 87  | Hanns Franke          | Im Tal des Pedernales                                                                                     |
| 88  | Hanns v. Kunow        | Der Reiterjunge von Bauske                                                                                |
| 89  | Ad. W. Krüger         | Auf der Fährte des Säbelzahntigers                                                                        |
| 90  | Erich Fikentscher-Emc | Aus Malta in die Freiheit                                                                                 |
| 91  | Julius Moshage        | Der Chinesenmord von Batavia                                                                              |
| 92  | Ingeborg Schumann     | Das Phantom von Miramare                                                                                  |
| 93  | Hanns v. Kunow        | Der Schiffshauptmann von Danzig. Das Leben des "harten Seevogels" Paul Beneke                             |
| 94  | Ad. W. Krüger         | Wie der Pekingsmensch gefunden wurde                                                                      |
| 95  | Curt Corrinth         | Der Schatzgräber von Troja                                                                                |
| 96  | Ad. W. Krüger         | Deutsche bauen das Djenprkraftwerk                                                                        |
| 97  | Paul Brock            | Land unter Sternen                                                                                        |
| 98  | John G. Hagenbeck     | Raubtierjagd auf Sumatra                                                                                  |
| 99  | John G. Hagenbeck     | Feuer an Bord                                                                                             |
| 100 | Hermann Bruckschen    | "Meteor" auf Weltfahrt                                                                                    |
| 101 | Ad. W. Krüger         | Einer gegen Billionen!                                                                                    |
| 102 | Charl. Zucht          | Die Rettung des Vaters                                                                                    |
| 103 | Gino F. v. Moellwitz  | Im Reich der gefiederten Schlange                                                                         |
| 104 | H. Schmoll            | Die Silbergrube auf Sumatra                                                                               |
| 105 | Alexander v. Rees     | Das geheimnisvolle Licht                                                                                  |

## Notizen
1. ↑  eigtl. Johannes von Kunowski, 1962 auch: Hans v. Kunow, Verf von Der Landser #243